# Lapenche
Lapenche est une commune française située dans le nord-est du département de Tarn-et-Garonne, en région Occitanie.
Sur le plan historique et culturel, la commune est dans le Quercy Blanc, correspondant à la partie méridionale du Quercy, devant son nom à ses calcaires lacustres du Tertiaire.
Exposée à un climat océanique altéré, elle est drainée par le Candé, le ruisseau de Glaich et par divers autres petits cours d'eau. La commune possède un patrimoine naturel remarquable : et un espace protégé (« géoparc des causses du Quercy »).
Lapenche est une commune rurale qui compte 282 habitants en 2022.  Elle fait partie de l'aire d'attraction de Montauban. Ses habitants sont appelés les Lapinchois ou  Lapinchoises.

## Géographie

### Localisation
Commune située dans le Quercy.

### Communes limitrophes
La commune est limitrophe du département du Lot.
Les communes limitrophes sont  Belfort-du-Quercy, Caussade, Cayriech, Montalzat et Puylaroque.
|           | Belfort-du-Quercy (Lot) | Puylaroque |
| Montalzat | Lapenche                | Cayriech   |
|           | Caussade                |            |

### Hydrographie

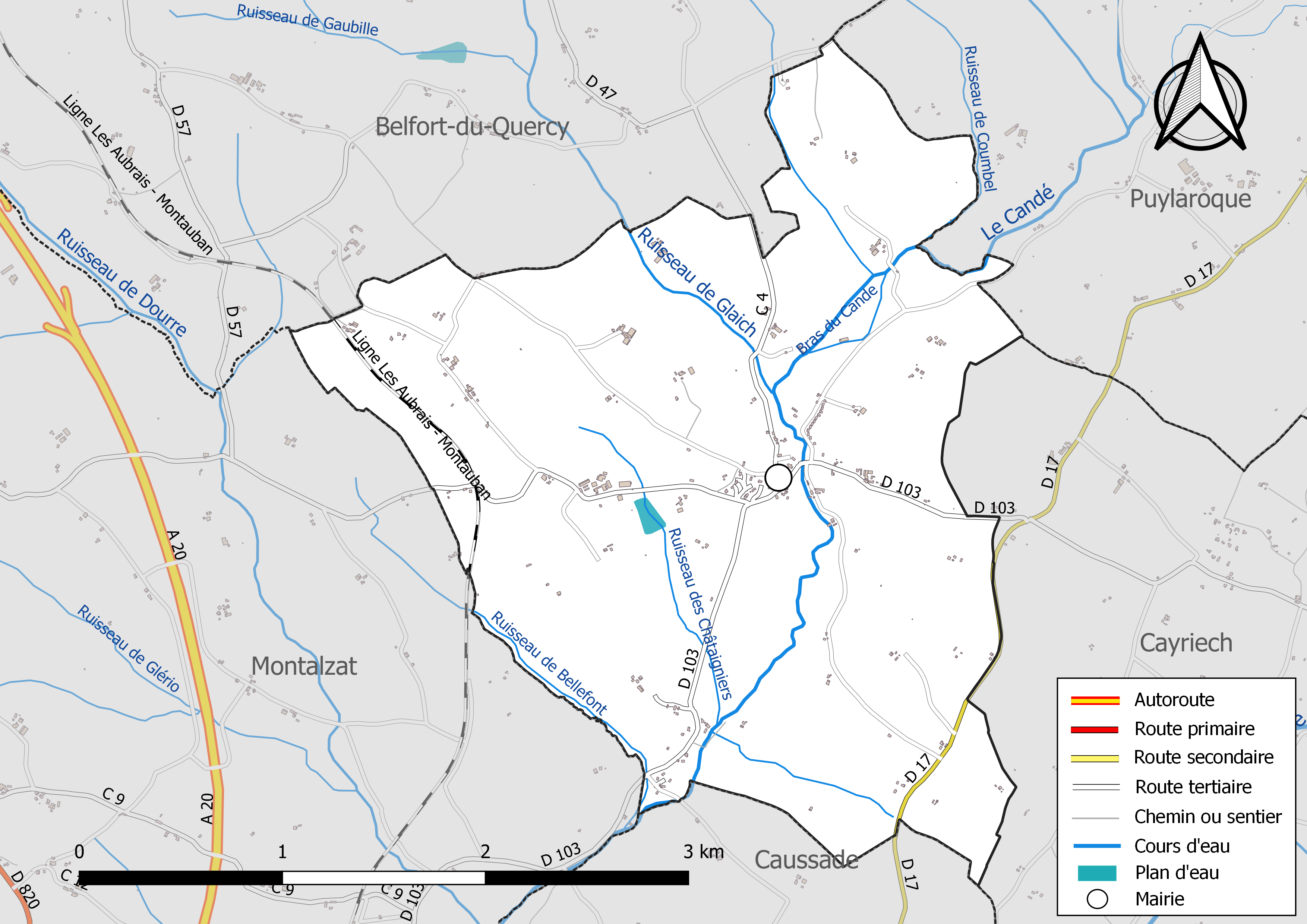
Réseaux hydrographique et routier de Lapenche.

La commune est dans le bassin versant de la Garonne, au sein du bassin hydrographique Adour-Garonne. Elle est drainée par le Candé, le ruisseau de Glaich, un bras du Cande, le ruisseau de Bellefont, le ruisseau de Coumbel, le ruisseau des Châtaigniers et par deux petits cours d'eau, constituant un réseau hydrographique de 11 km de longueur totale,.
Le Candé, d'une longueur totale de 18,1 km, prend sa source dans la commune de Labastide-de-Penne et s'écoule du nord-est au sud-ouest. Il traverse la commune et se jette dans la rivière la Lère à Caussade, après avoir traversé 7 communes.

### Climat
Pour des articles plus généraux, voir Climat de l'Occitanie et Climat de Tarn-et-Garonne.
En 2010, le climat de la commune est de type climat du Bassin du Sud-Ouest, selon une étude du Centre national de la recherche scientifique s'appuyant sur une série de données couvrant la période 1971-2000. En 2020, Météo-France publie une typologie des climats de la France métropolitaine dans laquelle la commune est exposée à un climat océanique altéré et est dans la région climatique Aquitaine, Gascogne, caractérisée par une pluviométrie abondante au printemps, modérée en automne, un faible ensoleillement au printemps, un été chaud (19,5 °C), des vents faibles, des brouillards fréquents en automne et en hiver et des orages fréquents en été (15 à 20 jours).
Pour la période 1971-2000, la température annuelle moyenne est de 13 °C, avec une amplitude thermique annuelle de 15,8 °C. Le cumul annuel moyen de précipitations est de 795 mm, avec 10,1 jours de précipitations en janvier et 5,6 jours en juillet. Pour la période 1991-2020, la température moyenne annuelle observée sur la station météorologique de Météo-France la plus proche, « Saint-Vincent », sur la commune de Saint-Vincent-d'Autéjac à 11 km à vol d'oiseau, est de 13,9 °C et le cumul annuel moyen de précipitations est de 771,1 mm. 
La température maximale relevée sur cette station est de 41,5 °C, atteinte le 23 août 2023 ; la température minimale est de −13 °C, atteinte le 9 février 2012,,.
Les paramètres climatiques de la commune ont été estimés pour le milieu du siècle (2041-2070) selon différents scénarios d'émission de gaz à effet de serre à partir des nouvelles projections climatiques de référence DRIAS-2020. Ils sont consultables sur un site dédié publié par Météo-France en novembre 2022.

### Milieux naturels et biodiversité

#### Espaces protégés
La protection réglementaire est le mode d’intervention le plus fort pour préserver des espaces naturels remarquables et leur biodiversité associée,.
La commune est dans le périmètre du « géoparc des causses du Quercy », classé Géoparc en mai 2017 et appartenant dès lors au réseau mondial des Géoparcs, soutenu par l’UNESCO,.

## Urbanisme

### Typologie
Au 1er janvier 2024, Lapenche est catégorisée commune rurale à habitat très dispersé, selon la nouvelle grille communale de densité à sept niveaux définie par l'Insee en 2022.
Elle est située hors unité urbaine. Par ailleurs la commune fait partie de l'aire d'attraction de Montauban, dont elle est une commune de la couronne,. Cette aire, qui regroupe 50 communes, est catégorisée dans les aires de 50 000 à moins de 200 000 habitants,.

### Occupation des sols
L'occupation des sols de la commune, telle qu'elle ressort de la base de données européenne d’occupation biophysique des sols Corine Land Cover (CLC), est marquée par l'importance des territoires agricoles (98,3 % en 2018), une proportion identique à celle de 1990 (98,3 %). La répartition détaillée en 2018 est la suivante : 
terres arables (46,7 %), zones agricoles hétérogènes (44,5 %), prairies (7,1 %), forêts (1,7 %). L'évolution de l’occupation des sols de la commune et de ses infrastructures peut être observée sur les différentes représentations cartographiques du territoire : la carte de Cassini (XVIIIe siècle), la carte d'état-major (1820-1866) et les cartes ou photos aériennes de l'IGN pour la période actuelle (1950 à aujourd'hui).

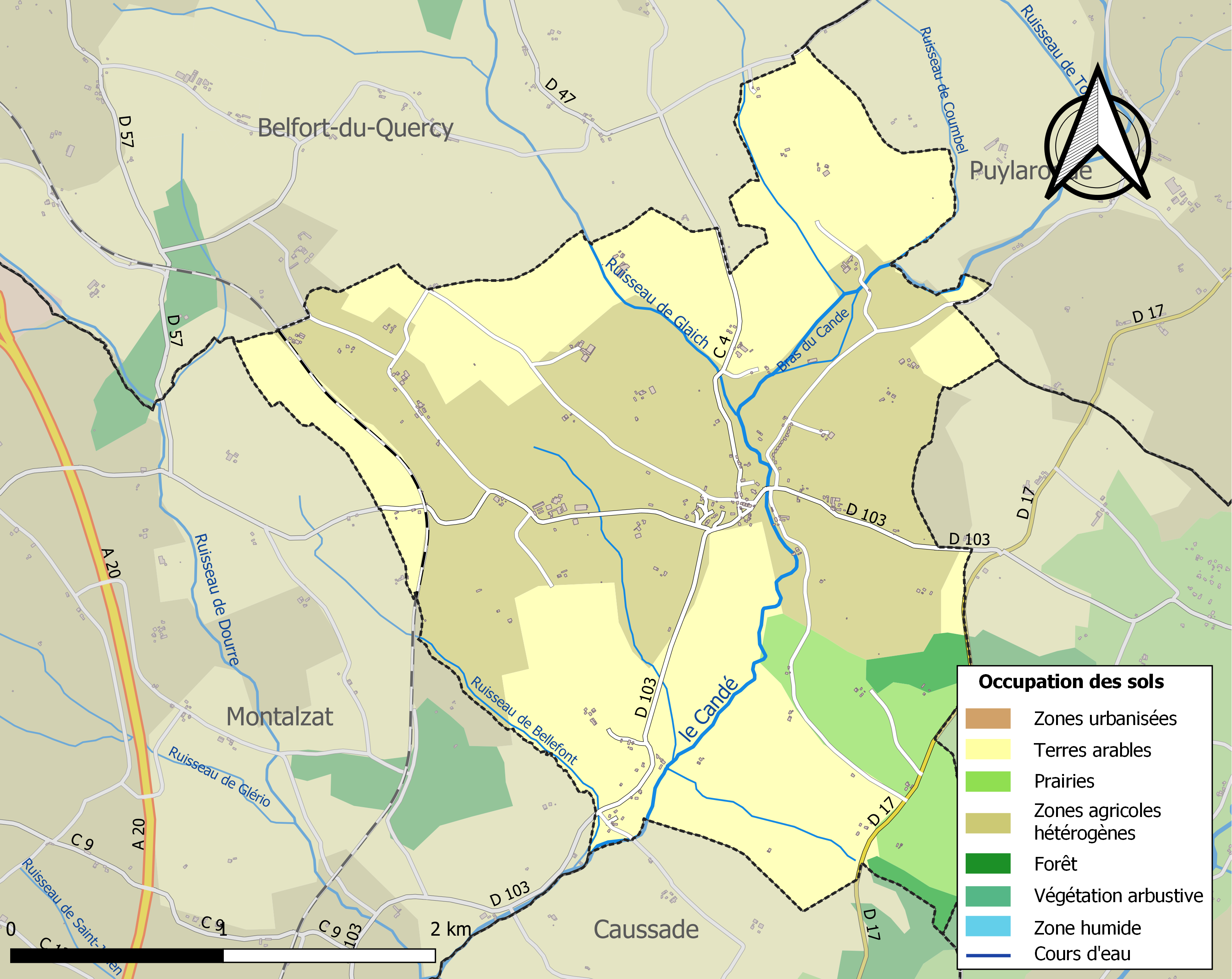
Carte des infrastructures et de l'occupation des sols de la commune en 2018 (CLC).

### Risques majeurs
Le territoire de la commune de Lapenche est vulnérable à différents aléas naturels : météorologiques (tempête, orage, neige, grand froid, canicule ou sécheresse), inondations, mouvements de terrains et séisme (sismicité très faible). Il est également exposé à un risque technologique,  le transport de matières dangereuses. Un site publié par le BRGM permet d'évaluer simplement et rapidement les risques d'un bien localisé soit par son adresse soit par le numéro de sa parcelle.

#### Risques naturels
Certaines parties du territoire communal sont susceptibles d’être affectées par le risque d’inondation par débordement de cours d'eau, notamment le Candé. La cartographie des zones inondables en ex-Midi-Pyrénées réalisée dans le cadre du XIe Contrat de plan État-région, visant à informer les citoyens et les décideurs sur le risque d’inondation, est accessible sur le site de la DREAL Occitanie. La commune a été reconnue en état de catastrophe naturelle au titre des dommages causés par les inondations et coulées de boue survenues en 1982, 1992, 1999 et 2000,.
Lapenche est exposée au risque de feu de forêt. Le département de Tarn-et-Garonne présentant toutefois globalement un niveau d’aléa moyen à faible très localisé, aucun Plan départemental de protection des forêts contre les risques d’incendie de forêt (PFCIF) n'a été élaboré. Le débroussaillement aux abords des maisons constitue l’une des meilleures protections pour les particuliers contre le feu,.

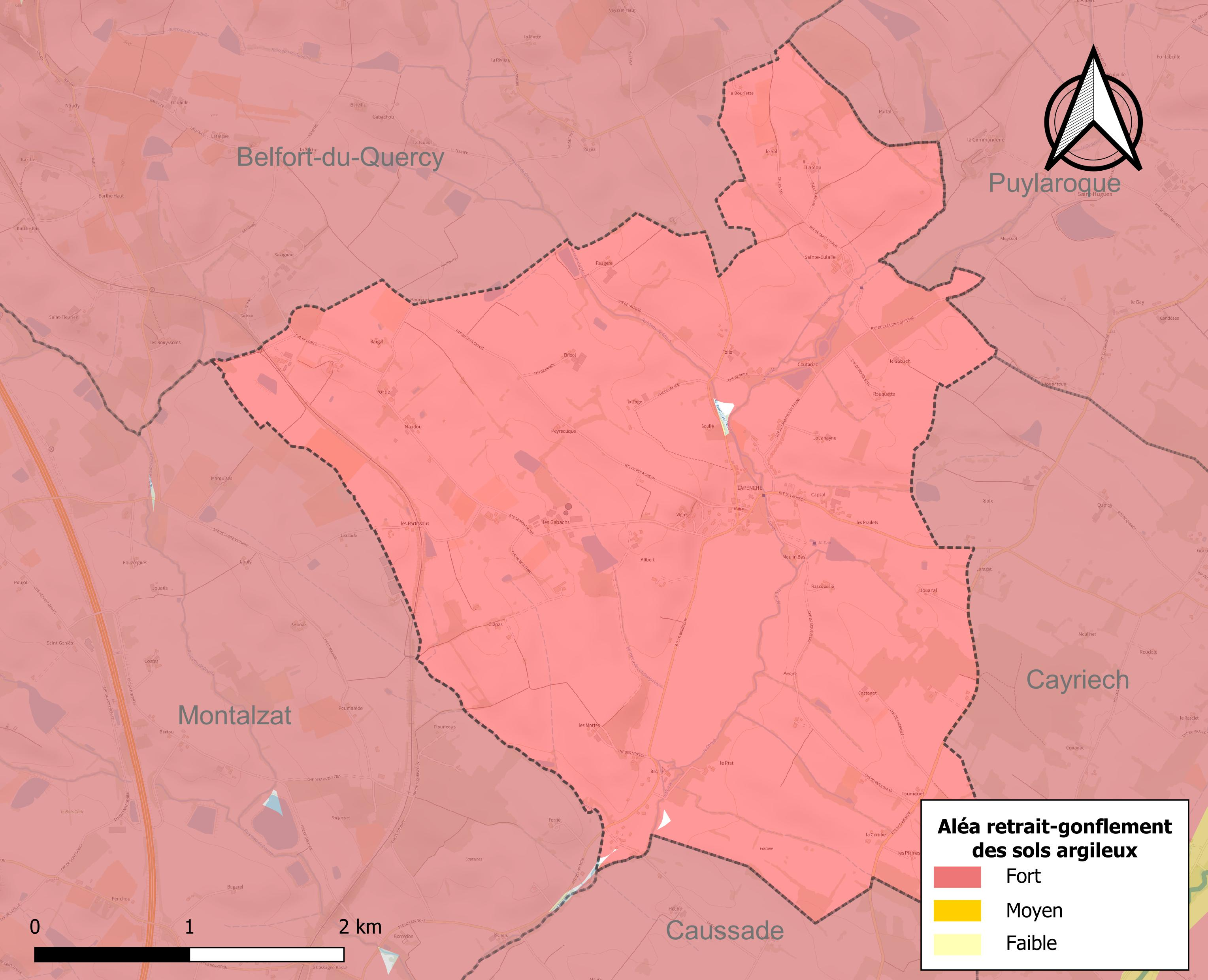
Carte des zones d'aléa retrait-gonflement des sols argileux de Lapenche.

Les mouvements de terrains susceptibles de se produire sur la commune sont des tassements différentiels.
Le retrait-gonflement des sols argileux est susceptible d'engendrer des dommages importants aux bâtiments en cas d’alternance de périodes de sécheresse et de pluie. 99,9 % de la superficie communale est en aléa moyen ou fort (92 % au niveau départemental et 48,5 % au niveau national). Sur les 127 bâtiments dénombrés sur la commune en 2019, 127 sont en aléa moyen ou fort, soit 100 %, à comparer aux 96 % au niveau départemental et 54 % au niveau national. Une cartographie de l'exposition du territoire national au retrait gonflement des sols argileux est disponible sur le site du BRGM,.
Par ailleurs, afin de mieux appréhender le risque d’affaissement de terrain, l'inventaire national des cavités souterraines permet de localiser celles situées sur la commune.
Concernant les mouvements de terrains, la commune a été reconnue en état de catastrophe naturelle au titre des dommages causés par la sécheresse en 1989, 2003 et 2012 et par des mouvements de terrain en 1999.

#### Risques technologiques
Le risque de transport de matières dangereuses sur la commune est lié à sa traversée par des infrastructures routières ou ferroviaires importantes ou la présence d'une canalisation de transport d'hydrocarbures. Un accident se produisant sur de telles infrastructures est susceptible d’avoir des effets graves sur les biens, les personnes ou l'environnement, selon la nature du matériau transporté. Des dispositions d’urbanisme peuvent être préconisées en conséquence.

## Politique et administration
| Période                                  | Période   | Identité              | Étiquette | Qualité |
| ---------------------------------------- | --------- | --------------------- | --------- | ------- |
| mars 2001                                | mars 2008 | Bernard Lacour        | PCF       |         |
| mars 2008                                | mars 2014 | Christian Castebrunet | DVG       |         |
| mars 2014                                | en cours  | Stéphane Larroque     |           |         |
| Les données manquantes sont à compléter. |           |                       |           |         |

## Démographie
L'évolution du nombre d'habitants est connue à travers les recensements de la population effectués dans la commune depuis 1793. Pour les communes de moins de 10 000 habitants, une enquête de recensement portant sur toute la population est réalisée tous les cinq ans, les populations de référence des années intermédiaires étant quant à elles estimées par interpolation ou extrapolation. Pour la commune, le premier recensement exhaustif entrant dans le cadre du nouveau dispositif a été réalisé en 2008.

En 2022, la commune comptait 282 habitants, en évolution de +4,06 % par rapport à 2016 (Tarn-et-Garonne : +3,12 %, France hors Mayotte : +2,11 %).
| 1793 | 1800 | 1806 | 1821 | 1831 | 1836 | 1841 | 1846 | 1851 |
| ---- | ---- | ---- | ---- | ---- | ---- | ---- | ---- | ---- |
| 358  | 413  | 351  | 411  | 448  | 410  | 423  | 442  | 462  |

| 1856 | 1861 | 1866 | 1872 | 1876 | 1881 | 1886 | 1891 | 1896 |
| ---- | ---- | ---- | ---- | ---- | ---- | ---- | ---- | ---- |
| 444  | 454  | 446  | 406  | 438  | 424  | 431  | 395  | 382  |

| 1901 | 1906 | 1911 | 1921 | 1926 | 1931 | 1936 | 1946 | 1954 |
| ---- | ---- | ---- | ---- | ---- | ---- | ---- | ---- | ---- |
| 351  | 349  | 321  | 274  | 278  | 256  | 261  | 222  | 224  |

| 1962 | 1968 | 1975 | 1982 | 1990 | 1999 | 2006 | 2008 | 2013 |
| ---- | ---- | ---- | ---- | ---- | ---- | ---- | ---- | ---- |
| 231  | 233  | 212  | 192  | 174  | 163  | 167  | 168  | 254  |

| 2018 | 2022 | - | - | - | - | - | - | - |
| ---- | ---- | - | - | - | - | - | - | - |
| 281  | 282  | - | - | - | - | - | - | - |

## Économie

### Revenus
En 2018, la commune compte 101 ménages fiscaux, regroupant 249 personnes. La médiane du revenu disponible par unité de consommation est de 20 120 € (20 140 € dans le département).

### Emploi
|                | 2008  | 2013   | 2018   |
| -------------- | ----- | ------ | ------ |
| Commune        | 5,5 % | 9,3 %  | 12,7 % |
| Département    | 8,4 % | 10,2 % | 10,3 % |
| France entière | 8,3 % | 10 %   | 10 %   |

En 2018, la population âgée de 15 à 64 ans s'élève à 150 personnes, parmi lesquelles on compte 81,3 % d'actifs (68,7 % ayant un emploi et 12,7 % de chômeurs) et 18,7 % d'inactifs,. En  2018, le taux de chômage communal (au sens du recensement) des 15-64 ans est supérieur à celui du département et de la France, alors qu'en 2008 la situation était inverse.
La commune fait partie de la couronne de l'aire d'attraction de Montauban, du fait qu'au moins 15 % des actifs travaillent dans le pôle,. Elle compte 29 emplois en 2018, contre 25 en 2013 et 29 en 2008. Le nombre d'actifs ayant un emploi résidant dans la commune est de 103, soit un indicateur de concentration d'emploi de 28,1 % et un taux d'activité parmi les 15 ans ou plus de 55,5 %.
Sur ces 103 actifs de 15 ans ou plus ayant un emploi, 20 travaillent dans la commune, soit 19 % des habitants. Pour se rendre au travail, 83,5 % des habitants utilisent un véhicule personnel ou de fonction à quatre roues, 1 % les transports en commun, 2,9 % s'y rendent en deux-roues, à vélo ou à pied et 12,6 % n'ont pas besoin de transport (travail au domicile).

### Activités hors agriculture
25 établissements sont implantés  à Lapenche au 31 décembre 2019.
Le secteur de l'industrie manufacturière, des industries extractives et autres est prépondérant sur la commune puisqu'il représente 28 % du nombre total d'établissements de la commune (7 sur les 25 entreprises implantées  à Lapenche), contre 9,6 % au niveau départemental.

### Agriculture
La commune est dans le « Bas-Quercy de Montpezat », une petite région agricole couvrant une bande nord  du département de Tarn-et-Garonne. En 2020, l'orientation technico-économique de l'agriculture  sur la commune est la polyculture et/ou le polyélevage. 
|               | 1988 | 2000 | 2010 | 2020  |
| ------------- | ---- | ---- | ---- | ----- |
| Exploitations | 34   | 25   | 17   | 15    |
| SAU (ha)      | 867  | 823  | 735  | 1 041 |

Le nombre d'exploitations agricoles en activité et ayant leur siège dans la commune est passé de 34 lors du recensement agricole de 1988  à 25 en 2000 puis à 17 en 2010 et enfin à 15 en 2020, soit une baisse de 56 % en 32 ans. Le même mouvement est observé à l'échelle du département qui a perdu pendant cette période 57 % de ses exploitations,. La surface agricole utilisée sur la commune a quant à elle augmenté, passant de 867 ha en 1988 à 1 041 ha en 2020. Parallèlement la surface agricole utilisée moyenne par exploitation a augmenté, passant de 26 à 69 ha.

## Culture locale et patrimoine

### Lieux et monuments
- Église Sainte-Eulalie de Sainte-Eulalie.
- Église Saint-Robert de Lapenche. L'édifice est référencé dans la base Mérimée et à l'Inventaire général Région Occitanie[34]. Plusieurs objets sont référencés dans la base Palissy[34].

## Pour approfondir